# سفارة مالطا في ألمانيا
سفارة مالطا في ألمانيا هي أرفع تمثيل دبلوماسي لدولة مالطا لدى ألمانيا. تقع السفارة في وهي تهدف لتعزيز المصالح المالطية في ألمانيا.

## وصلات خارجية
- الموقع الرسمي
- قائمة سفارات مالطا
- قائمة السفارات في ألمانيا